# Cupa Mondială de Baschet FIBA
Cupa Mondială de baschet masculin este un turneu internațional de baschet organizat de Federația Internațională de Baschet (FIBA) care se desfășoară la fiecare patru ani. Turneul este organizat de obicei în jurul lunilor august-septembrie. Din 2019, echipele naționale a 32 de țări participă la turneul final, după calificări.
Câștigătoarea Cupei Mondiale primește Trofeul Naismith. Numită după James Naismith, creatorul jocului de baschet, această cupă a fost prezentată pentru prima dată la Cupa Mondială din 1967.
De la prima ediție, în 1950, și până în 2010, turneul a purtat numele Campionatul Mondial FIBA
Campioana en-titre este Spania , care a câștigat Cupa Mondială din 2019 după o finală împotriva Argentinei.

## Clasament pe medalii
| Loc | Țară                       | Aur | Argint | Bronz | Total |
| --- | -------------------------- | --- | ------ | ----- | ----- |
| 1   | Statele Unite ale Americii | 5   | 3      | 4     | 12    |
| 2   | Iugoslavia                 | 3   | 3      | 2     | 8     |
| 2   | Uniunea Sovietică          | 3   | 3      | 2     | 8     |
| 4   | Brazilia                   | 2   | 2      | 2     | 6     |
| 5   | Serbia                     | 2   | 2      | 0     | 4     |
| 6   | Spania                     | 2   | 0      | 0     | 2     |
| 7   | Argentina                  | 1   | 2      | 0     | 3     |
| 8   | Germania                   | 1   | 0      | 1     | 2     |
| 9   | Rusia                      | 0   | 2      | 0     | 2     |
| 10  | Grecia                     | 0   | 1      | 0     | 1     |
| 10  | Turcia                     | 0   | 1      | 0     | 1     |
| 12  | Chile                      | 0   | 0      | 2     | 2     |
| 12  | Franța                     | 0   | 0      | 2     | 2     |
| 14  | Croația                    | 0   | 0      | 1     | 1     |
| 14  | Lituania                   | 0   | 0      | 1     | 1     |
| 14  | Filipine                   | 0   | 0      | 1     | 1     |
| 14  | Canada                     | 0   | 0      | 1     | 1     |

## Sumar
| 1  | 1950 | Argentina                      | Argentina                  | 64–50 Fără playoff                          | SUA                        | Chile                      | 51–40 Fără playoff                           | Brazilia                   | 10 |
| 2  | 1954 | Brazilia                       | SUA                        | 62–41 Fără playoff                          | Brazilia                   | Filipine                   | 66–60 Fără playoff                           | Franța                     | 12 |
| 3  | 1959 | Chile                          | Brazilia                   | 81–67 Fără playoff                          | SUA                        | Chile                      | 86–85 Fără playoff                           | Formosa                    | 13 |
| 4  | 1963 | Brazilia                       | Brazilia                   | 90–71 Fără playoff                          | Iugoslavia                 | URSS                       | 75–74 Fără playoff                           | SUA                        | 13 |
| 5  | 1967 | Uruguay                        | URSS                       | 71–59 Fără playoff                          | Iugoslavia                 | Brazilia                   | 80–71 Fără playoff                           | SUA                        | 13 |
| 6  | 1970 | Iugoslavia                     | Iugoslavia                 | 80–55 Fără playoff                          | Brazilia                   | URSS                       | 62–58 Fără playoff                           | Italia                     | 13 |
| 7  | 1974 | Puerto Rico                    | URSS                       | 79–82 Fără playoff                          | Iugoslavia                 | SUA                        | 83–70 Fără playoff                           | Cuba                       | 14 |
| 8  | 1978 | Filipine                       | Iugoslavia                 | 82–81 (OT) Araneta Coliseum, Quezon City    | URSS                       | Brazilia                   | 86–85 Araneta Coliseum, Quezon City          | Italia                     | 14 |
| 9  | 1982 | Columbia                       | URSS                       | 95–94 Coliseo El Pueblo, Cali               | SUA                        | Iugoslavia                 | 119–117 Coliseo El Pueblo, Cali              | Spania                     | 13 |
| 10 | 1986 | Spania                         | SUA                        | 87–85 Palacio de Deportes, Madrid           | URSS                       | Iugoslavia                 | 117–91 Palacio de Deportes, Madrid           | Brazilia                   | 24 |
| 11 | 1990 | Argentina                      | Iugoslavia                 | 92–75 Estadio Luna Park, Buenos Aires       | URSS                       | SUA                        | 107–105 (OT) Estadio Luna Park, Buenos Aires | Puerto Rico                | 16 |
| 12 | 1994 | Canada                         | SUA                        | 137–91 SkyDome, Toronto                     | Rusia                      | Croația                    | 78–60 SkyDome, Toronto                       | Grecia                     | 16 |
| 13 | 1998 | Grecia                         | Iugoslavia                 | 64–62 O.A.C.A. Spyros Louis, Atena          | Rusia                      | SUA                        | 84–61 O.A.C.A. Spyros Louis, Atena           | Grecia                     | 16 |
| 14 | 2002 | SUA                            | Iugoslavia                 | 84–77 (OT) Conseco Fieldhouse, Indianapolis | Argentina                  | Germania                   | 117–94 Conseco Fieldhouse, Indianapolis      | Noua Zeelandă              | 16 |
| 15 | 2006 | Japonia                        | Spania                     | 70–47 Saitama Super Arena, Saitama          | Grecia                     | SUA                        | 96–81 Saitama Super Arena, Saitama           | Argentina                  | 24 |
| 16 | 2010 | Turcia                         | SUA                        | 81–64 Sinan Erdem Dome, Istanbul            | Turcia                     | Lituania                   | 99–88 Sinan Erdem Dome, Istanbul             | Serbia                     | 24 |
| 17 | 2014 | Spania                         | SUA                        | 129–92 Palacio de Deportes, Madrid          | Serbia                     | Franța                     | 95–93 Palacio de Deportes, Madrid            | Lituania                   | 24 |
| 18 | 2019 | China                          | Spania                     | 95–75 Wukesong Arena, Beijing               | Argentina                  | Franța                     | 67–59 Wukesong Arena, Beijing                | Australia                  | 32 |
| 19 | 2023 | Filipine · Japonia · Indonezia | Germania                   | 83–77 Mall of Asia Arena, Pasay             | Serbia                     | Canada                     | 127–118 (OT) Mall of Asia Arena, Pasay       | SUA                        | 32 |
| 20 | 2027 | Qatar                          | Eveniment viitor TBA, Doha | Eveniment viitor TBA, Doha                  | Eveniment viitor TBA, Doha | Eveniment viitor TBA, Doha | Eveniment viitor TBA, Doha                   | Eveniment viitor TBA, Doha | 32 |

(OT): meci decis după overtime.
1. 1 2 3 4 5 6 7 8 9 10 11 12 13 14  Nu s-a disputa o finală, patru echipe au jucat în grupa decisivă, fiecare cu fiecare, iar clasamentul grupei a fost și clasamentul turneului.